# Urfaust (Goethe)
Pour les articles homonymes, voir Urfaust.
Par Urfaust (également appelé Faust. Première version), on comprend le premier brouillon de Goethe pour sa pièce ultérieure Faust. Elle est née parallèlement aux Souffrances du jeune Werther (Die Leiden des jungen Werthers), de 1772 à 1775 à Francfort-sur-le-Main. Le déclencheur de l'œuvre a été la condamnation et l'exécution de la meurtrière pour enfants Susanna Margaretha Brandt (de), dont le procès a été suivi par Goethe, comme il a été constaté après sa mort avec des copies de dossiers.
Goethe a lu la première fois Urfaust en 1775  à la cour de Weimar, puis notamment à Erfurt, au château de Stedten, qui appartenait à la famille Keller. Le public était enthousiasmé par la forme et le langage non conventionnels. Goethe a ensuite été encouragé à plusieurs reprises de compléter la pièce, notamment par son ami Friedrich Schiller.
Il n'existe qu'une seule copie d'Urfaust, elle était en possession de Luise von Göchhausen et contient dans la version encore préservée certaines scènes qui ont été incorporées plus tard dans Faust  I. Dans Urfaust, de nombreux passages sont encore écrits en prose, tandis que dans Faust  I , il n'y a que la scène Trüber Tag.
La première mondiale d'Urfaust a eu lieu le 8 mai 1918 à Francfort.

## LeFaustde Goethe dans le changement des époques
Les travaux de Goethe sur Faust durèrent six décennies. Les différentes versions peuvent être assignées à un total de trois époques différentes, qui ont influencé le style et le contenu de la pièce en conséquence.